# Terellia amberboae
Terellia amberboae är en tvåvingeart som beskrevs av Valery Korneyev och Merz 1996. Terellia amberboae ingår i släktet Terellia och familjen borrflugor. Inga underarter finns listade i Catalogue of Life.